# The River (àlbum de Bruce Springsteen)
The River és el cinquè àlbum d'estudi (un àlbum doble) de Bruce Springsteen, publicat el 1980.

## Història
Els orígens de The River es remunten a èpoques anteriors en la carrera discogràfica de Springsteen. "Independence Day", "Point Blank", "The Ties That Bind", "Ramrod", i "Sherry Darling" eren cançons deixades de banda del seu àlbum anterior, Darkness on the Edge of Town, i varen ser interpretades a la gira Darkness Tour de 1978, i es podien entreveure parts de "Drive All Night" com una llarga interpolació dins "Backstreets". La cançó "The River" s'havia estrenat el setembre de 1979 als concerts de Musicians United for Safe Energy, i es va guanyar un lloc en la pel·lícula documental No Nukes.
| « | [The River] era un disc que era l'entrada a molt d'allò que seria la meva futura forma d'escriure. Era un disc que vàrem fer després de Darkness on the Edge of Town. Era un disc fet durant la recessió de principis dels vuitanta - temps durs als Estats Units-. La cançó que dona nom al disc la vaig escriure per al meu cunyat i la meva germana. El meu cunyat estava en la indústria de la construcció, va perdre la seva feina i va haver de lluitar molt dur a finals dels setanta, com molta gent fa avui en dia. Era un disc on vaig començar per primer cop a parlar d'homes i dones, de famílies i de matrimoni. Hi havia certes cançons que més tard varen conduir a discs complets: "The River" va portar a escriure Nebraska, "Stolen Car" va portar a escriure Tunnel of Love. Originalment era un disc simple. El vaig lliurar amb només un disc i el vaig fer enrere perquè sentia que no era prou gran. Volia capturar els temes sobre els que havia estat escrivint a Darkness. Volia conservar aquells personatges amb mi i a la mateixa vegada vaig afegir música que fes les nostres actuacions en directe molt més divertides i alegres per al nostre públic. Així, al final, us portarem al Riu aquesta nit. | » |

Originalment, l'àlbum havia de ser un àlbum simple titulat The Ties That Bind i publicat a finals de 1979.
D'acord amb Dave Marsh, les cançons d'aquest àlbum que no va ser publicat havien de ser:
Primera cara: 1. "The Ties That Bind" 2. "Cindy" 3. "Hungry Heart" 4. "Stolen Car" 5. "Be True".
Segona cara: 1. "The River" 2. "You Can Look (But Don't Touch)" 3. "The Price You Pay" 4. "I Wanna Marry You" 5. "Loose Ends".
Springsteen va afegir material més obscur després d'haver escrit la cançó que dona nom al disc. De fet, The River va esdevenir famós per la seva mescla d'allò frívol i allò solemne. Això era intencional i fet en contrast amb elDarkness , ja que, segons va dir Springsteen durant una entrevista: "El Rock and roll sempre ha estat aquesta alegria, aquesta certa felicitat que és, a la seva manera, la cosa més bella de la vida. Però el rock tracta també de la duresa i la fredor i d'estar sol... i finalment et porta a adonar-te'n que la vida té paradoxes, moltes, i has de viure amb elles"
"Hungry Heart" va ser el primer single de Springsteen al top ten del U.S. pop singles chart, arribant al número 5. D'entrada, Springsteen no havia pensat que la cançó fos per a ell mateix, havent-la escrit inicialment per a The Ramones; El mànager i productor Jon Landau va convèncer Springsteen de conservar la cançó per a ell mateix. L'àlbum va arribar al número u del U.S. pop albums chart, el primer per a Springsteen, i va vendre 1.6 milions de còpies als Estats Units entre el seu llançament i el Nadal. Les vendes van fallar amb "Fade Away", que només va arribar al número 20.
L'àlbum va ser seguit de la gira The River Tour a Nord-amèrica i Europa durant el 1980 i el 1981. Diverses cançons típicament roqueres varen convertir-se en clàssics en les dècades següents, incloses "Cadillac Ranch", "Ramrod", i "Out in the Street", igual que "Two Hearts" (ambSteven Van Zandt actuant com a segon 'heart'-"cor"-).
"Stolen Car" i "Wreck on the Highway", les cançons de tancament de les cares tres i quatre del vinil original, ambdues tranquil·les, incloïen arrangaments que feien presagiar gran part de la direcció musical que Springsteen hauria de prendre en el futur.
"Point Blank" prenia el seu títol de 1967 movie protagonitzada per Lee Marvin.
Des del seu llançament, The River ha estat certificat com a quíntuple platí per la RIAA als Estats Units, la qual cosa el converteix en un dels àlbums més ben venuts de Springsteen. El 2003, l'àlbum va ser posicionat com el 250 a la llista dels 500 àlbums més grans de tota la història de la revista Rolling Stone.
"Drive All Night" i "Stolen Car" jugaven un paper clau per establir l'ambient de la pel·lícula de 1997 Cop Land.
"Drive All Night" i "Out in the Street" varen ser emprades el 2007 al film Reign Over Me (en castellà: En algún lugar de la memoria (AKA El poder de la amistad)), i l'àlbum és esmentat múltiples vegades al llarg de la pel·lícula.
El 8 de novembre de 2009, prop del final del Working on a Dream Tour, Springsteen i la E Street Band varen tocar The River tot complet al Madison Square Garden de Nova York per primera vegada.

## Llista de cançons
Totes les cançons escrites per Bruce Springsteen.
Primera cara
1. "The Ties That Bind" – 3:34
2. "Sherry Darling" – 4:03
3. "Jackson Cage" – 3:04
4. "Two Hearts" – 2:45
5. "Independence Day" – 4:50

Segona cara
1. "Hungry Heart" – 3:19
2. "Out in the Street" – 4:17
3. "Crush on You" – 3:10
4. "You Can Look (But You Better Not Touch)" – 2:37
5. "I Wanna Marry You" – 3:30
6. "The River" – 5:01

Tercera cara
1. "Point Blank" – 6:06
2. "Cadillac Ranch" – 3:03
3. "I'm a Rocker" – 3:36
4. "Fade Away" – 4:46
5. "Stolen Car" – 3:54

Quarta cara
1. "Ramrod" – 4:05
2. "The Price You Pay" – 5:29
3. "Drive All Night" – 8:33
4. "Wreck on the Highway" – 3:54

## Personal
- Bruce Springsteen – veu líder, guitarra, harmònica, piano a "Drive All Night"
- The E Street Band
  - Roy Bittan – piano, orgue a "I'm a Rocker" i "Drive All Night", veus de fons
  - Clarence Clemons – saxòfon, percussió, veus de fons
  - Danny Federici – orgue, glockenspiel
  - Garry Tallent – baix
  - Steven Van Zandt – guitarra acústica, guitarra, guitarra líder a "Crush on You", veus harmòniques, veus de fons
  - Max Weinberg – bateria
- Flo & Eddie – a "Hungry Heart"
  - Howard Kaylan – veus harmòniques
  - Mark Volman – veus harmòniques

Producció
- Bruce Springsteen – productor
- Jon Landau – productor
- Steven Van Zandt – productor
- Neil Dorfsman – enginyer
- Bob Clearmountain – mescla
- Chuck Plotkin – mescla
- Toby Scott – mescla
- Dana Bisbee - ajudant de l'enginyer
- Frank Stefanko – Fotografia de portada

## Llistes
| Llista                                 | Posició |
| -------------------------------------- | ------- |
| Australian Kent Music Report           | 8       |
| Canadian Albums Chart                  | 1       |
| Dutch Albums Chart                     | 2       |
| French SNEP Albums Chart               | 3       |
| Japanese Oricon LP Chart               | 28      |
| New Zealand Albums Chart               | 2       |
| Norwegian VG-lista Albums Chart        | 1       |
| Swedish Albums Chart                   | 2       |
| UK Albums Chart                        | 2       |
| U.S. Billboard 200                     | 1       |
| West German Media Control Albums Chart | 31      |

| Llista (1980)           | Posició |
| ----------------------- | ------- |
| Australian Albums Chart | 63      |
| Canadian Albums Chart   | 40      |
| French Albums Chart     | 4       |
| UK Albums Chart         | 57      |
| Llista (1981)           | Posició |
| Canadian Albums Chart   | 24      |
| UK Albums Chart         | 45      |
| U.S. Billboard Year-End | 10      |